# Jole Poloni
Jole Poloni (1935 circa) è un'ex sciatrice alpina italiana.

## Biografia
Sciatrice polivalente sorella di Tina, a sua volta sciatrice alpina, in campo internazionale Jole Poloni debuttò in occasione della Coppa Foemina 1953 (Abetone, 13-15 febbraio), dove si classificò 16ª nello slalom speciale, conquistò il miglior piazzamento nello slalom gigante di Saalfelden nel 1958 (26 gennaio), dove fu 9ª, e disputò le sue ultime gare al trofeo Arlberg-Kandahar dello stesso anno (Sankt Anton am Arlberg, 7-9 marzo), dove si classificò 17ª nella discesa libera, 19ª nello slalom speciale e 15ª nella combinata; il suo ultimo risultato agonistico fu la medaglia di bronzo vinta nella discesa libera ai Campionati italiani 1960. Non prese parte a rassegne olimpiche o iridate.

## Palmarès

### Campionati italiani
- 4 medaglie[5]:
  - 1 argento (slalom speciale nel 1956)
  - 3 bronzi (slalom speciale nel 1955; slalom speciale nel 1959; discesa libera nel 1960)